# Дорожненська сільська рада
Доро́жненська сільська́ ра́да — адміністративно-територіальна одиниця та орган місцевого самоврядування в Вінницькому районі Вінницької області. Адміністративний центр — село Дорожне.

## Загальні відомості
Дорожненська сільська рада утворена в 1987 році.
- Територія ради: 0,332 км²
- Населення ради: 613 особи (станом на 2001 рік)

## Населені пункти
Сільській раді були підпорядковані населені пункти:
- c. Дорожне

## Склад ради
Рада складалася з 12 депутатів та голови.
- Голова ради: Пушечнікова Яна Михайлівна
- Секретар ради: Гудзь Олена Вікторівна

### Керівний склад попередніх скликань
| Прізвище, ім'я, по батькові | Основні відомості                                                       | Дата обрання | Дата звільнення |
| --------------------------- | ----------------------------------------------------------------------- | ------------ | --------------- |
| Ключник Євгеній Петрович    | Сільський голова, 1948 року народження, безпартійний                    | 26.03.2006   | 31.10.2010      |
| Гончарук Валентина Іванівна | Сільський голова, 1957 року народження, освіта вища, позапартійна       | 31.10.2010   | 12.06.2014      |
| Пушечнікова Яна Михайлівна  | в.о. сільського голови, 1980 року народження, освіта вища, позапартійна | 12.06.2014   |                 |

Примітка: таблиця складена за даними сайту Верховної Ради України

### Депутати
За результатами місцевих виборів 2010 року депутатами ради стали:

#### За суб'єктами висування
| Суб'єкт висування | Кількість обраних депутатів | %    |
| ----------------- | --------------------------- | ---- |
| Партія регіонів   | 8                           | 57,1 |
| Самовисування     | 6                           | 42,9 |

#### За округами
| № округу        | Прізвище, ім'я, по батькові      | Дата визнання обраним | Освіта             | Партійна приналежність | Відомості про обраного депутата                |
| --------------- | -------------------------------- | --------------------- | ------------------ | ---------------------- | ---------------------------------------------- |
| Партія регіонів |                                  |                       |                    |                        |                                                |
| 1               | Осіпчук Любов Дмитрівна          | 02.11.2010            | середня спеціальна | позапартійна           | сільська рада, бібліотекар                     |
| 2               | Косянчук Валентина Станіславівна | 02.11.2010            | середня            | позапартійна           | Стрижавське відділення зв'язку, листоноша      |
| 4               | Вільчинський Сергій Іванович     | 02.11.2010            | середня спеціальна | позапартійний          | ТОВ «Украфлора», оператор                      |
| 5               | Буздижан Леонід Михайлович       | 02.11.2010            | середня            | позапартійний          | приватний підприємець                          |
| 11              | Гончарук Евеліна Іванівна        | 02.11.2010            | середня            | позапартійна           | сільська рада, землевпорядник                  |
| 12              | Карпенко Любов Дмитрівна         | 02.11.2010            | вища               | позапартійна           | сільська рада, секретар                        |
| 13              | Максимишена Лариса Андріївна     | 02.11.2010            | вища               | позапартійна           | Стрижавська лікарня, лікар                     |
| 14              | Дорош Борис Сергійович           | 02.11.2010            | вища               | позапартійний          | ВАТ «Вінниця-Водоканал», охоронник             |
| Самовисування   |                                  |                       |                    |                        |                                                |
| 3               | Пушечнікова Яна Михайлівна       | 02.11.2010            | вища               | позапартійна           | приватний підприємець                          |
| 6               | Білецька Валентина Володимирівна | 08.12.2013            | середня спеціальна | позапартійна           | ПАТ «Вінницягаз», ревізор-контролер            |
| 7               | Сторожук Віталій Михайлович      | 02.11.2010            | середня спеціальна | позапартійний          | приватний підприємець                          |
| 8               | Мельник Василь Ростиславович     | 02.11.2010            | середня            | позапартійний          | ТОВ «Вінниця-Хлібокомбінат», оператор котельні |
| 9               | Ліпська Ніна Тимофіївна          | 02.11.2010            | середня            | позапартійна           | пенсіонер                                      |
| 10              | Ключник Віталій Євгенійович      | 02.11.2010            | вища               | позапартійний          | тимчасово не працює                            |